# Hieracium marmoreum
Hieracium marmoreum es una especie de planta con flor del género Hieracium, de la familia Asteraceae, orden Asterales.

## Distribución
Hieracium marmoreum se distribuye por Bulgaria y el noroeste de la Península balcánica.

## Taxonomía
Fue descrita científicamente por Panc. y Vis.